# スコット・クールボー
スコット・ロバート・クールボー（Scott Robert Coolbaugh, 1966年6月13日  - ）は、アメリカ合衆国ニューヨーク州ブルーム郡ビンガムトン出身の元プロ野球選手（内野手）、野球指導者。右投右打。現在は、MLBのサンディエゴ・パドレスの打撃コーチ補佐を務める。
弟のマイク・クールボーも元プロ野球選手（内野手）である。

## 経歴

### 現役時代
1987年のMLBドラフト3巡目（全体77位）でテキサス・レンジャーズから指名され、プロ入り。1989年にメジャー初昇格。以後、メジャーではサンディエゴ・パドレス、セントルイス・カージナルスと渡り歩く。
1995年に阪神タイガースに入団した。同年は怪我で出遅れるものの、最終的に打率.278、チーム2位の22本塁打、チームトップタイの77打点を放ったことから期待を込めて残留となった。しかし、翌1996年は開幕から右目の炎症による不振のため6月11日に解雇された。なお、同期入団のグレン・デービスもクールボーと同日に解雇された。
その後、1998年に韓国プロ野球（KBO）の第1回外国人選手ドラフトで現代ユニコーンズから2位指名を受け入団。登録名はクルバ（쿨바, クールボーの韓国読み）。オフに契約交渉が決裂し退団。1999年はアリゾナ・ダイヤモンドバックス傘下のマイナーリーグ（最高でAAA級ツーソン・サイドワインダーズ）でプレーし、同年限りで現役を引退した。

### 現役引退後
引退後はダイヤモンドバックス傘下のマイナーで監督や打撃コーチを務めた。
打撃の指導においてはアッパースイングで打球にバックスピンを与えることを重視している一方で「日本人選手がアメリカ的な考え方を踏襲しようとする必要はない」と述べている。
2007年に弟マイクとともにコロラド・ロッキーズ傘下のAA級タルサ・ドリラーズでコーチに就任したが、同年7月22日にマイクの頭部にファウルボールが直撃し、マイクは満35歳で死去した。
その後、プロ入り時の古巣のレンジャーズで2011年シーズン途中より打撃コーチに就任した。同年は背番号「11」を着けていたが、オフのダルビッシュ有の入団に伴い、背番号を譲渡し、2012年には「12」に変更になった。レギュラーシーズン終了後の10月19日に退任している。
2014年はボルチモア・オリオールズ傘下のマイナー打撃コーチ、2015年シーズンよりオリオールズの打撃コーチに就任し、2018年まで務めた。
2019年はロサンゼルス・ドジャース傘下のAAA級オクラホマシティ・ドジャースの打撃コーチを務めた。2020年シーズンからはシカゴ・ホワイトソックスの打撃コーチ補佐を務める。
2021年シーズンからはデトロイト・タイガースの打撃コーチを務める。2022年限りで退団した。
2023年よりサンディエゴ・パドレスの打撃コーチ補佐に就任した。

## 詳細情報

### 年度別打撃成績
| 年 度    | 球 団    | 試 合 | 打 席 | 打 数 | 得 点 | 安 打 | 二 塁 打 | 三 塁 打 | 本 塁 打 | 塁 打 | 打 点 | 盗 塁 | 盗 塁 死 | 犠 打 | 犠 飛 | 四 球 | 敬 遠 | 死 球 | 三 振 | 併 殺 打 | 打 率 | 出 塁 率 | 長 打 率 | O P S |
| -------- | -------- | ----- | ----- | ----- | ----- | ----- | -------- | -------- | -------- | ----- | ----- | ----- | -------- | ----- | ----- | ----- | ----- | ----- | ----- | -------- | ----- | -------- | -------- | ----- |
| 1989     | TEX      | 25    | 57    | 51    | 7     | 14    | 1        | 0        | 2        | 21    | 7     | 0     | 0        | 1     | 1     | 4     | 0     | 0     | 12    | 2        | .275  | .321     | .412     | .733  |
| 1990     | TEX      | 67    | 201   | 180   | 21    | 36    | 6        | 0        | 2        | 48    | 13    | 1     | 0        | 4     | 1     | 15    | 0     | 1     | 47    | 2        | .200  | .264     | .267     | .531  |
| 1991     | SD       | 60    | 205   | 180   | 12    | 39    | 8        | 1        | 2        | 55    | 15    | 0     | 3        | 4     | 1     | 19    | 2     | 1     | 45    | 8        | .217  | .294     | .306     | .599  |
| 1994     | STL      | 15    | 23    | 21    | 4     | 4     | 0        | 0        | 2        | 10    | 6     | 0     | 0        | 0     | 1     | 1     | 0     | 0     | 4     | 3        | .190  | .217     | .476     | .694  |
| 1995     | 阪神     | 127   | 533   | 468   | 56    | 130   | 25       | 1        | 22       | 223   | 77    | 1     | 5        | 2     | 6     | 53    | 2     | 4     | 102   | 13       | .278  | .352     | .476     | .829  |
| 1996     | 阪神     | 48    | 182   | 167   | 14    | 35    | 4        | 1        | 2        | 47    | 16    | 1     | 0        | 0     | 1     | 13    | 3     | 1     | 39    | 3        | .210  | .269     | .281     | .551  |
| 1998     | 現代     | 115   | 471   | 410   | 68    | 130   | 27       | 1        | 26       | 237   | 97    | 2     | 3        | 0     | 5     | 51    | 3     | 5     | 102   | 5        | .317  | .395     | .578     | .973  |
| MLB：4年 | MLB：4年 | 167   | 486   | 432   | 44    | 93    | 15       | 1        | 8        | 134   | 41    | 1     | 3        | 9     | 4     | 39    | 2     | 2     | 108   | 15       | .215  | .281     | .310     | .591  |
| NPB：2年 | NPB：2年 | 175   | 715   | 635   | 70    | 165   | 29       | 2        | 24       | 270   | 93    | 2     | 5        | 2     | 7     | 66    | 5     | 5     | 141   | 16       | .260  | .331     | .425     | .756  |
| KBO：1年 | KBO：1年 | 115   | 471   | 410   | 68    | 130   | 27       | 1        | 26       | 237   | 97    | 2     | 3        | 0     | 5     | 51    | 3     | 5     | 102   | 5        | .317  | .395     | .578     | .973  |

### 表彰
NPB
- セ・リーグ・スター大賞：1回 （1995年）[注 1]

### 記録
NPB初記録
- 初出場・初先発出場：1995年4月7日、対中日ドラゴンズ1回戦（ナゴヤ球場）3番・三塁手で出場
- 初安打：同上
- 初打点：1995年4月13日、対広島東洋カープ3回戦（阪神甲子園球場）
- 初本塁打：1995年4月22日、対ヤクルトスワローズ3回戦（福岡ドーム）1回表に山部太からソロ

### 背番号
- 42（1989年 - 1990年）
- 12（1991年、1998年、2012年）
- 53（1994年、2021年 - ）
- 32（1995年 - 1996年）
- 11（2011年）
- 47（2015年 - 2018年、2023年 - ）
- 46（2020年）